# Будзішевиці (гміна)
Гміна Будзішевиці (пол. Gmina Budziszewice) — сільська гміна у центральній Польщі. Належить до Томашовського повіту Лодзинського воєводства.
Станом на 31 грудня 2011 у гміні проживало 2254 особи.

## Площа
Згідно з даними за 2007 рік площа гміни становила 30.13 км², у тому числі:
- орні землі: 88.00%
- ліси: 7.00%

Таким чином, площа гміни становить 2.94% площі повіту.

## Населення
Станом на 31 грудня 2011:
| Опис     | Загалом | Загалом | Чоловіки | Чоловіки | Жінки | Жінки |
| -------- | ------- | ------- | -------- | -------- | ----- | ----- |
| одиниця  | осіб    | %       | осіб     | %        | осіб  | %     |
| все      | 2254    | 100     | 1124     | 49.87    | 1130  | 50.13 |
| міське   | 0       | 100     | 0        |          | 0     |       |
| сільське | 2254    | 100     | 1124     | 49.87    | 1130  | 50.13 |

## Сусідні гміни
Гміна Будзішевіце межує з такими гмінами: Желехлінек, Колюшкі, Любохня, Уязд.